# Olivia Rodrigo/Diskografie
Diese Diskografie ist eine Übersicht über die musikalischen Werke der US-amerikanischen Popsängerin Olivia Rodrigo. Den Quellenangaben und Schallplattenauszeichnungen zufolge verkaufte sie bisher mehr als 87,1 Millionen Tonträger, davon alleine in ihrer Heimat über 40,5 Millionen. Ihre erfolgreichste Veröffentlichung ist die Single Good 4 U mit über 14,6 Millionen verkauften Einheiten.

## Alben

### Studioalben
| Jahr | Titel Musiklabel          | Höchstplatzierung, Gesamtwochen, AuszeichnungChartplatzierungen (Jahr, Titel, Musiklabel, Platzierungen, Wochen, Auszeichnungen, Anmerkungen) | Höchstplatzierung, Gesamtwochen, AuszeichnungChartplatzierungen (Jahr, Titel, Musiklabel, Platzierungen, Wochen, Auszeichnungen, Anmerkungen) | Höchstplatzierung, Gesamtwochen, AuszeichnungChartplatzierungen (Jahr, Titel, Musiklabel, Platzierungen, Wochen, Auszeichnungen, Anmerkungen) | Höchstplatzierung, Gesamtwochen, AuszeichnungChartplatzierungen (Jahr, Titel, Musiklabel, Platzierungen, Wochen, Auszeichnungen, Anmerkungen) | Höchstplatzierung, Gesamtwochen, AuszeichnungChartplatzierungen (Jahr, Titel, Musiklabel, Platzierungen, Wochen, Auszeichnungen, Anmerkungen) | Anmerkungen                                                   |
| Jahr | Titel Musiklabel          | DE | AT | CH | UK | US | Anmerkungen                                                   |
| ---- | ------------------------- | --- | --- | --- | --- | --- | ------------------------------------------------------------- |
| 2021 | Sour Geffen Records (UMG) | DE5 Gold · (… Wo.)DE | AT1 Platin · (… Wo.)AT | CH3 (… Wo.)CH | UK1 ×3Dreifachplatin · (… Wo.)UK | US1 ×4Vierfachplatin · (… Wo.)US | Erstveröffentlichung: 21. Mai 2021 Verkäufe: + 7.357.500      |
| 2023 | Guts Geffen Records (UMG) | DE1 Gold · (54 Wo.)DE | AT2 (79 Wo.)AT | CH2 (44 Wo.)CH | UK1 ×2Doppelplatin · (… Wo.)UK | US1 (… Wo.)US | Erstveröffentlichung: 8. September 2023 Verkäufe: + 1.123.500 |

### Kompilationen
| Jahr | Titel Musiklabel                                                           | Anmerkungen                         |
| ---- | -------------------------------------------------------------------------- | ----------------------------------- |
| 2021 | Best of High School Musical: The Musical: The Series Universal Music (UMG) | Erstveröffentlichung: 18. Juli 2021 |

### Soundtracks
| Jahr | Titel Musiklabel                                                                                  | Höchstplatzierung, Gesamtwochen, AuszeichnungChartplatzierungen (Jahr, Titel, Musiklabel, Platzierungen, Wochen, Auszeichnungen, Anmerkungen) | Höchstplatzierung, Gesamtwochen, AuszeichnungChartplatzierungen (Jahr, Titel, Musiklabel, Platzierungen, Wochen, Auszeichnungen, Anmerkungen) | Höchstplatzierung, Gesamtwochen, AuszeichnungChartplatzierungen (Jahr, Titel, Musiklabel, Platzierungen, Wochen, Auszeichnungen, Anmerkungen) | Höchstplatzierung, Gesamtwochen, AuszeichnungChartplatzierungen (Jahr, Titel, Musiklabel, Platzierungen, Wochen, Auszeichnungen, Anmerkungen) | Höchstplatzierung, Gesamtwochen, AuszeichnungChartplatzierungen (Jahr, Titel, Musiklabel, Platzierungen, Wochen, Auszeichnungen, Anmerkungen) | Anmerkungen                                               |
| Jahr | Titel Musiklabel                                                                                  | DE | AT | CH | UK | US | Anmerkungen                                               |
| ---- | ------------------------------------------------------------------------------------------------- | --- | --- | --- | --- | --- | --------------------------------------------------------- |
| 2020 | High School Musical: The Musical: The Series: The Soundtrack Walt Disney Records (UMG)            | — | — | — | — | US31 Gold · (7 Wo.)US | Erstveröffentlichung: 10. Januar 2020 Verkäufe: + 500.000 |
| 2020 | High School Musical: The Musical: The Holiday Special: The Soundtrack Walt Disney Records (UMG)   | — | — | — | — | — | Erstveröffentlichung: 20. November 2020                   |
| 2021 | High School Musical: The Musical: The Series: The Soundtrack (Season 2) Walt Disney Records (UMG) | — | — | — | — | — | Erstveröffentlichung: 30. Juli 2021                       |

### EPs
| Jahr | Titel Musiklabel                                                 | Höchstplatzierung, Gesamtwochen, AuszeichnungChartplatzierungen (Jahr, Titel, Musiklabel, Platzierungen, Wochen, Auszeichnungen, Anmerkungen) | Höchstplatzierung, Gesamtwochen, AuszeichnungChartplatzierungen (Jahr, Titel, Musiklabel, Platzierungen, Wochen, Auszeichnungen, Anmerkungen) | Höchstplatzierung, Gesamtwochen, AuszeichnungChartplatzierungen (Jahr, Titel, Musiklabel, Platzierungen, Wochen, Auszeichnungen, Anmerkungen) | Höchstplatzierung, Gesamtwochen, AuszeichnungChartplatzierungen (Jahr, Titel, Musiklabel, Platzierungen, Wochen, Auszeichnungen, Anmerkungen) | Höchstplatzierung, Gesamtwochen, AuszeichnungChartplatzierungen (Jahr, Titel, Musiklabel, Platzierungen, Wochen, Auszeichnungen, Anmerkungen) | Anmerkungen                                                               |
| Jahr | Titel Musiklabel                                                 | DE | AT | CH | UK | US | Anmerkungen                                                               |
| ---- | ---------------------------------------------------------------- | --- | --- | --- | --- | --- | ------------------------------------------------------------------------- |
| 2016 | Bizaardvark (Music from the TV Series) Walt Disney Records (UMG) | — | — | — | — | — | Erstveröffentlichung: 7. Oktober 2016                                     |
| 2023 | Guts: The Secret Tracks Geffen Records (UMG)                     | — | — | — | — | US200 (1 Wo.)US | Erstveröffentlichung: 24. November 2023 (RSD) Verkäufe: 7.500 (limitiert) |

## Singles
| Jahr | Titel Album                                                             | Höchstplatzierung, Gesamtwochen, AuszeichnungChartplatzierungen (Jahr, Titel, Album, Platzierungen, Wochen, Auszeichnungen, Anmerkungen) | Höchstplatzierung, Gesamtwochen, AuszeichnungChartplatzierungen (Jahr, Titel, Album, Platzierungen, Wochen, Auszeichnungen, Anmerkungen) | Höchstplatzierung, Gesamtwochen, AuszeichnungChartplatzierungen (Jahr, Titel, Album, Platzierungen, Wochen, Auszeichnungen, Anmerkungen) | Höchstplatzierung, Gesamtwochen, AuszeichnungChartplatzierungen (Jahr, Titel, Album, Platzierungen, Wochen, Auszeichnungen, Anmerkungen) | Höchstplatzierung, Gesamtwochen, AuszeichnungChartplatzierungen (Jahr, Titel, Album, Platzierungen, Wochen, Auszeichnungen, Anmerkungen) | Anmerkungen                                                                                 |
| Jahr | Titel Album                                                             | DE | AT | CH | UK | US | Anmerkungen                                                                                 |
| --- | ----------------------------------------------------------------------- | --- | --- | --- | --- | --- | ------------------------------------------------------------------------------------------- |
| 2016 | Let It Glow –                                                           | — | — | — | — | — | Erstveröffentlichung: 11. November 2016 mit Madison Hu                                      |
| 2019 | All I Want High School Musical: The Musical: The Series: The Soundtrack | — | — | — | UK32 Platin · (13 Wo.)UK | US90 ×2Doppelplatin · (2 Wo.)US | Erstveröffentlichung: 27. November 2019 Verkäufe: + 3.255.000                               |
| 2021 | Drivers License Sour                                                    | DE2 Platin · (31 Wo.)DE | AT1 Platin · (32 Wo.)AT | CH2 Platin · (37 Wo.)CH | UK1 ×3Dreifachplatin · (22 Wo.)UK | US1 ×6Sechsfachplatin · (28 Wo.)US | Erstveröffentlichung: 8. Januar 2021 Verkäufe: + 13.328.333                                 |
| 2021 | Deja Vu Sour                                                            | DE55 (11 Wo.)DE | AT25 (12 Wo.)AT | CH35 (14 Wo.)CH | UK4 ×2Doppelplatin · (11 Wo.)UK | US3 ×4Vierfachplatin · (29 Wo.)US | Erstveröffentlichung: 1. April 2021 Verkäufe: + 7.950.000                                   |
| 2021 | Good 4 U Sour                                                           | DE1 ×3Dreifachgold · (60 Wo.)DE | AT1 (57 Wo.)AT | CH1 (54 Wo.)CH | UK1 ×4Vierfachplatin · (61 Wo.)UK | US1 ×7Siebenfachplatin · (51 Wo.)US | Erstveröffentlichung: 14. Mai 2021 Verkäufe: + 14.678.333                                   |
| 2023 | Vampire Guts                                                            | DE10 (17 Wo.)DE | AT8 (21 Wo.)AT | CH15 Gold · (26 Wo.)CH | UK1 ×2Doppelplatin · (43 Wo.)UK | US1 Platin · (35 Wo.)US | Erstveröffentlichung: 30. Juni 2023 Verkäufe: + 3.950.000                                   |
| 2023 | Bad Idea Right? Guts                                                    | DE64 (2 Wo.)DE | AT35 (5 Wo.)AT | CH58 (3 Wo.)CH | UK3 Platin · (13 Wo.)UK | US7 (19 Wo.)US | Erstveröffentlichung: 11. August 2023 Verkäufe: + 1.050.000                                 |
| 2023 | Can’t Catch Me Now The Hunger Games: The Ballad of Songbirds & Snakes   | DE83 (3 Wo.)DE | AT66 (2 Wo.)AT | CH56 (6 Wo.)CH | UK12 Gold · (14 Wo.)UK | US56 (12 Wo.)US | Erstveröffentlichung: 3. November 2023 Verkäufe: + 855.000                                  |
| 2024 | Obsessed Guts (Spilled)                                                 | DE— aDE | AT73 (1 Wo.)AT | — | UK10 Silber · (12 Wo.)UK | US14 (12 Wo.)US | Erstveröffentlichung: 22. März 2024 Verkäufe: + 270.000                                     |
| Folgende Lieder erschienen nicht als Single, wurden aber durch das Album zum Download und Streaming bereitgestellt und konnten somit eine Platzierung erlangen: |                                                                         | | | | | |                                                                                             |
| |                                                                         | | | | | |                                                                                             |
| 2021 | Traitor Sour                                                            | DE— bDE | — | CH95 (2 Wo.)CH | UK5 ×2Doppelplatin · (27 Wo.)UK | US9 ×4Vierfachplatin · (25 Wo.)US | Charteinstieg: 3. Juni 2021 Verkäufe: + 8.040.000                                           |
| 2021 | Brutal Sour                                                             | DE— cDE | — | — | UK— PlatinUK | US12 ×2Doppelplatin · (12 Wo.)US | Charteinstieg: 5. Juni 2021 Verkäufe: + 3.370.000                                           |
| 2021 | Enough for You Sour                                                     | DE— dDE | — | — | UK— GoldUK | US14 Platin · (6 Wo.)US | Charteinstieg: 5. Juni 2021 Verkäufe: + 1.810.000                                           |
| 2021 | Happier Sour                                                            | DE— eDE | — | — | UK— PlatinUK | US15 ×2Doppelplatin · (12 Wo.)US | Charteinstieg: 5. Juni 2021 Verkäufe: + 3.780.000                                           |
| 2021 | Favorite Crime Sour                                                     | DE— fDE | — | — | UK17 Platin · (8 Wo.)UK | US16 ×3Dreifachplatin · (13 Wo.)US | Charteinstieg: 5. Juni 2021 Verkäufe: + 4.865.000                                           |
| 2021 | 1 Step Forward, 3 Steps Back Sour                                       | — | — | — | UK— GoldUK | US19 Platin · (4 Wo.)US | Charteinstieg: 5. Juni 2021 Verkäufe: + 1.880.000                                           |
| 2021 | Jealousy, Jealousy Sour                                                 | DE— gDE | — | — | UK36 Platin · (9 Wo.)UK | US24 ×2Doppelplatin · (9 Wo.)US | Charteinstieg: 5. Juni 2021 Verkäufe: + 3.885.000                                           |
| 2021 | Hope Ur OK Sour                                                         | — | — | — | UK— SilberUK | US29 Platin · (3 Wo.)US | Charteinstieg: 5. Juni 2021 Verkäufe: + 1.460.000                                           |
| 2023 | Get Him Back! Guts                                                      | DE78 (1 Wo.)DE | AT52 (1 Wo.)AT | CH86 (1 Wo.)CH | UK7 Gold · (9 Wo.)UK | US11 (20 Wo.)US | Videoauskopplung: 12. September 2023 Verkäufe: + 730.000; Charteinstieg: 15. September 2023 |
| 2023 | All-American Bitch Guts                                                 | — | — | — | UK78 Silber · (2 Wo.)UK | US13 (4 Wo.)US | Charteinstieg: 23. September 2023 Verkäufe: + 390.000                                       |
| 2023 | The Grudge Guts                                                         | — | — | — | UK45 Silber · (1 Wo.)UK | US16 (4 Wo.)US | Charteinstieg: 23. September 2023 Verkäufe: + 350.000                                       |
| 2023 | Making the Bed Guts                                                     | — | — | — | UK— SilberUK | US19 (3 Wo.)US | Charteinstieg: 23. September 2023 Verkäufe: + 315.000                                       |
| 2023 | Logical Guts                                                            | — | — | — | UK— SilberUK | US20 (3 Wo.)US | Charteinstieg: 23. September 2023 Verkäufe: + 295.000                                       |
| 2023 | Lacy Guts                                                               | — | — | — | UK— SilberUK | US23 (3 Wo.)US | Charteinstieg: 23. September 2023 Verkäufe: + 330.000                                       |
| 2023 | Ballad of a Homeschooled Girl Guts                                      | — | — | — | UK— SilberUK | US24 (2 Wo.)US | Charteinstieg: 23. September 2023 Verkäufe: + 315.000                                       |
| 2023 | Love Is Embarrassing Guts                                               | — | — | — | UK— SilberUK | US25 (3 Wo.)US | Charteinstieg: 23. September 2023 Verkäufe: + 350.000                                       |
| 2023 | Pretty Isn’t Pretty Guts                                                | — | — | — | UK— SilberUK | US30 (2 Wo.)US | Charteinstieg: 23. September 2023 Verkäufe: + 275.000                                       |
| 2023 | Teenage Dream Guts                                                      | — | — | — | — | US39 (2 Wo.)US | Charteinstieg: 23. September 2023 Verkäufe: + 35.000                                        |
| 2024 | So American Guts (Spilled)                                              | — | — | — | UK24 Silber · (6 Wo.)UK | US58 (1 Wo.)US | Charteinstieg: 4. April 2024 Verkäufe: + 275.000                                            |
| 2024 | Stranger Guts (Spilled)                                                 | — | — | — | UK58 (1 Wo.)UK | US75 (1 Wo.)US | Charteinstieg: 4. April 2024                                                                |
| 2024 | Scared Of My Guitar Guts (Spilled)                                      | — | — | — | — | US90 (1 Wo.)US | Charteinstieg: 4. April 2024                                                                |
| 2024 | Girl I’ve Always Been Guts (Spilled)                                    | — | — | — | — | US99 (1 Wo.)US | Charteinstieg: 4. April 2024                                                                |

## Videoalben und Musikvideos

### Videoalben
| Jahr | Titel Musiklabel           | Anmerkungen                            |
| ---- | -------------------------- | -------------------------------------- |
| 2021 | Sour Prom –                | Erstveröffentlichung: 29. Juni 2021    |
| 2021 | Tiny Desk (Home) Concert – | Erstveröffentlichung: 7. Dezember 2021 |
| 2022 | Glastonbury –              | Erstveröffentlichung: 25. Juni 2022    |

### Musikvideos
| Jahr | Titel           | Regie                 |
| ---- | --------------- | --------------------- |
| 2019 | All I Want      | Stephen Wayne Mallett |
| 2021 | Drivers License | Matthew Dillon Cohen  |
| 2021 | Deja Vu         | Allie Avital          |
| 2021 | Good 4 U        | Petra Collins         |
| 2021 | Brutal          | Petra Collins         |
| 2021 | Traitor         | Olivia Bee            |
| 2023 | Vampire         | Petra Collins         |
| 2023 | Bad Idea Right? | Petra Collins         |
| 2023 | Get Him Back!   | Jack Begert           |
| 2024 | Obsessed        | Mitch Ryan            |

## Promoveröffentlichungen
| Jahr | Titel Album                                                                                     | Anmerkungen |
| ---- | ----------------------------------------------------------------------------------------------- | --- |
| 2019 | I Think I Kinda, You Know High School Musical: The Musical: The Series: The Soundtrack          | Erstveröffentlichung: 8. November 2019 mit Joshua Bassett                                                                 |
| 2019 | Wondering High School Musical: The Musical: The Series: The Soundtrack                          | Erstveröffentlichung: 12. November 2019 Verkäufe: + 55.000; mit Julia Lester                                              |
| 2019 | Out of the Old High School Musical: The Musical: The Series: The Soundtrack                     | Erstveröffentlichung: 18. Dezember 2019                                                                                   |
| 2020 | Just for a Moment High School Musical: The Musical: The Series: The Soundtrack                  | Erstveröffentlichung: 1. Januar 2020 mit Joshua Bassett                                                                   |
| 2020 | Breaking Free High School Musical: The Musical: The Series: The Soundtrack                      | Erstveröffentlichung: 8. Januar 2020 mit Joshua Bassett & Matt Cornett Original: Zac Efron, Vanessa Hudgens & Drew Seeley |
| 2021 | Even When/The Best Part High School Musical: The Musical: The Series: The Soundtrack (Season 2) | Erstveröffentlichung: 30. April 2021 mit Joshua Bassett                                                                   |
| 2021 | The Best Part High School Musical: The Musical: The Series: The Soundtrack (Season 2)           | Erstveröffentlichung: 28. Mai 2021                                                                                        |
| 2021 | Granted High School Musical: The Musical: The Series: The Soundtrack (Season 2)                 | Erstveröffentlichung: 4. Juni 2021                                                                                        |
| 2021 | YAC Alma Mater High School Musical: The Musical: The Series: The Soundtrack (Season 2)          | Erstveröffentlichung: 4. Juni 2021                                                                                        |
| 2021 | The Rose Song High School Musical: The Musical: The Series: The Soundtrack (Season 2)           | Erstveröffentlichung: 18. Juni 2021                                                                                       |
| 2021 | Singles 4 You Sour                                                                              | Erstveröffentlichung: 11. November 2021 Urban-Outfitters-Exclusive                                                        |
| 2022 | The Bels –                                                                                      | Erstveröffentlichung: 16. Dezember 2022                                                                                   |

## Sonderveröffentlichungen
| Jahr | Titel Album                                                             | Anmerkungen                                                     |
| ---- | ----------------------------------------------------------------------- | --------------------------------------------------------------- |
| 2020 | River High School Musical: The Musical: The Series: The Holiday Special | Erstveröffentlichung: 20. November 2020 Original: Joni Mitchell |

| Jahr | Titel Soundtrack                                                                       | Anmerkungen                             |
| ---- | -------------------------------------------------------------------------------------- | --------------------------------------- |
| 2016 | Let It Glow Die Eiskönigin – Zauber der Polarlichter                                   | Erstveröffentlichung: 11. November 2016 |
| 2022 | You Never Know High School Musical: The Musical: The Series: The Soundtrack (Season 3) | Erstveröffentlichung: 3. August 2022    |
| 2023 | Can’t Catch Me Now Die Tribute von Panem – The Ballad of Songbirds and Snakes          | Erstveröffentlichung: 17. November 2023 |

## Statistik

### Chartauswertung
|                     | DE    | AT    | CH    | UK    | US    |
| ------------------- | ----- | ----- | ----- | ----- | ----- |
| Nummer-eins-Alben   | DE1DE | AT1AT | CH—CH | UK2UK | US2US |
| Top-10-Alben        | DE2DE | AT2AT | CH2CH | UK2UK | US2US |
| Alben in den Charts | DE2DE | AT2AT | CH2CH | UK2UK | US4US |

|                       | DE    | AT    | CH    | UK     | US     |
| --------------------- | ----- | ----- | ----- | ------ | ------ |
| Nummer-eins-Singles   | DE1DE | AT2AT | CH1CH | UK3UK  | US3US  |
| Top-10-Singles        | DE3DE | AT3AT | CH2CH | UK8UK  | US6US  |
| Singles in den Charts | DE7DE | AT8AT | CH8CH | UK16UK | US30US |

### Auszeichnungen für Musikverkäufe
| Land/RegionAuszeichnungen für Musikverkäufe (Land/Region, Auszeichnungen, Verkäufe, Quellen) | Silber       | Gold       | Platin         | Diamant       | Verkäufe   | Quellen              |
| -------------------------------------------------------------------------------------------- | ------------ | ---------- | -------------- | ------------- | ---------- | -------------------- |
| Australien (ARIA)                                                                            | —            | 7× Gold7   | 67× Platin67   | —             | 4.955.000  | aria.com.au          |
| Belgien (BRMA)                                                                               | —            | 3× Gold3   | 6× Platin6     | —             | 220.000    | ultratop.be          |
| Brasilien (PMB)                                                                              | —            | 3× Gold3   | 22× Platin22   | 21× Diamant21 | 4.300.000  | pro-musicabr.org.br  |
| Dänemark (IFPI)                                                                              | —            | 5× Gold5   | 9× Platin9     | —             | 755.000    | ifpi.dk              |
| Deutschland (BVMI)                                                                           | —            | 3× Gold3   | 2× Platin2     | —             | 1.175.000  | musikindustrie.de    |
| Finnland (IFPI)                                                                              | —            | —          | 3× Platin3     | —             | 60.000     | Einzelnachweise      |
| Frankreich (SNEP)                                                                            | —            | 6× Gold6   | 4× Platin4     | 2× Diamant2   | 1.816.666  | snepmusique.com      |
| Griechenland (IFPI)                                                                          | —            | 2× Gold2   | 2× Platin2     | —             | 60.000     | Einzelnachweise      |
| Irland (IRMA)                                                                                | —            | —          | 5× Platin5     | —             | 75.000     | Einzelnachweise      |
| Island (IFPI)                                                                                | —            | Gold1      | —              | —             | 2.500      | Einzelnachweise      |
| Italien (FIMI)                                                                               | —            | 4× Gold4   | 4× Platin4     | —             | 450.000    | fimi.it              |
| Kanada (MC)                                                                                  | —            | 8× Gold8   | 51× Platin51   | Diamant1      | 5.200.000  | musiccanada.com      |
| Mexiko (AMPROFON)                                                                            | —            | 11× Gold11 | 24× Platin24   | 4× Diamant4   | 6.930.000  | amprofon.com.mx      |
| Neuseeland (RMNZ)                                                                            | —            | 2× Gold2   | 19× Platin19   | —             | 495.000    | radioscope.co.nz NZ2 |
| Niederlande (NVPI)                                                                           | —            | —          | —              | Diamant1      | 90.000     | nvpi.nl              |
| Norwegen (IFPI)                                                                              | —            | 2× Gold2   | 11× Platin11   | —             | 600.000    | ifpi.no              |
| Österreich (IFPI)                                                                            | —            | —          | 2× Platin2     | —             | 45.000     | ifpi.at              |
| Polen (ZPAV)                                                                                 | —            | 4× Gold4   | 13× Platin13   | Diamant1      | 820.000    | olis.pl              |
| Portugal (AFP)                                                                               | —            | 7× Gold7   | 14× Platin14   | —             | 178.500    | Einzelnachweise      |
| Schweden (IFPI)                                                                              | —            | 3× Gold3   | 4× Platin4     | —             | 440.000    | sverigetopplistan.se |
| Schweiz (IFPI)                                                                               | —            | Gold1      | Platin1        | —             | 30.000     | hitparade.ch         |
| Singapur (RIAS)                                                                              | —            | —          | Platin1        | —             | 10.000     | rias.org.sg          |
| Spanien (Promusicae)                                                                         | —            | 6× Gold6   | 13× Platin13   | —             | 920.000    | elportaldemusica.es  |
| Vereinigte Staaten (RIAA)                                                                    | —            | Gold1      | 40× Platin40   | —             | 40.500.000 | riaa.com US2         |
| Vereinigtes Königreich (BPI)                                                                 | 11× Silber11 | 4× Gold4   | 24× Platin24   | —             | 16.900.000 | bpi.co.uk            |
| Zentralamerika (CFC)                                                                         | —            | Gold1      | 2× Platin2     | —             | 175.000    | cfc-musica.com       |
| Insgesamt                                                                                    | 11× Silber11 | 84× Gold84 | 344× Platin344 | 30× Diamant30 |            |                      |